# El gal moribund
El gal moribund (títol original: The Dying Gaul) és una pel·lícula nord-americana dirigida per Craig Lucas i basada en l'obra teatral homònima, que va agafar el nom de l'estàtua Gàlata moribund. Ha estat doblada al català.

## Argument
A Robert, un guionista principiant gai, li ofereixen un milió de dòlars per produir un guió seu, The Dying Gaul (basat en la història d'amor amb la seva parella recentment morta), amb la condició de convertir-la en una historia heterosexual. A contracor accepta i es posa a treballar en el projecte. Molt ràpidament, Jeffrey, el productor, se li insinua i inicien una relació clandestina perquè està casat i té dos fills. La seva dona Elaine, guionista retirada, llegeix la història original quedant fascinada per ella, insisteix a conèixer a Robert i tots dos congenien.
A Elaine se li acudeix ficar-se en el xat gai que freqüenta Robert fent-se passar per un home i així descobreix, de manera casual i inesperada, que el seu marit l'està enganyant amb ell. Llavors contracta a un detectiu que recopila tota classe d'informació sobre Robert, que utilitzarà en connectar per internet de nou amb ell, aquesta vegada fent-se passar pel seu amant mort, aprofitant les creences budistes en la reencarnació d'aquest. Al principi, Robert desconfia, i creu que algú li està gastant una cruel broma però la multitud de detalls íntims i secrets sobre la seva vida privada acaba convencent-lo. Així Elaine s'assabenta que Robert no pretén arrabassar-li al seu marit sinó que només passa l'estona i el complau perquè no canviï massa la pel·lícula. Però Jeffrey li havia confessat que si no fora pels nens s'hagués divorciat i que havia fantasiejat amb matar-la. En llegir que el seu marit havia pensat matar-la, Elaine decideix immediatament trencar amb tot i divorciar-se.

## Repartiment
- Peter Sarsgaard: Robert Sandrich
- Patricia Clarkson: Elaine Tishop
- Campbell Scott: Jeffrey Tishop
- Elizabeth Marvel: Kelly Cartonis
- Bill Camp: Malcolm

## Premis
- 2005: National Board of Review: Menció especial
- 2005: Festival de Sundance: Nominada al Gran Premi del Jurat